# Nouste Camp
Il Nouste Camp, noto anche come Stade communautaire Nouste Camp, è un impianto calcistico della città francese di Pau, situato nei quartieri Bizanos in prossimità dallo stadio Stade du Hameau.
Lo stadio ospita le gare interne del Pau Football Club